# Belfield, North Dakota
Belfield är en ort i Stark County i delstaten North Dakota, USA.